# Produkcja narodowa brutto
Produkcja narodowa brutto (ang. gross output) – miernik używany w opozycji do produktu krajowego brutto, który pierwszy raz został zaproponowany w 1990 przez Marka Skousena w jego książce „The Structure of Production”. W przeciwieństwie do PKB, produkcja narodowa brutto bierze pod uwagę również pośrednie etapy produkcji, nie tylko dobra i usługi końcowe.
Od 2014 roku Bureau of Economic Analysis wydaje kwartalne dane odnośnie do produkcji narodowej brutto, razem z PKB. Różnicę między wskaźnikami szczególnie widać jeśli spojrzy się na liczby: w 2016 roku PKB Stanów Zjednoczonych wynosiło około 18,7 biliona dolarów, a produkcja narodowa brutto 32,4 biliony dolarów. Miernik ten jest chętnie używany przez ekonomistów austriackiej szkoły ekonomii, jak na przykład przez Jesusa Huertę de Soto.